# Gutshof Edelhof

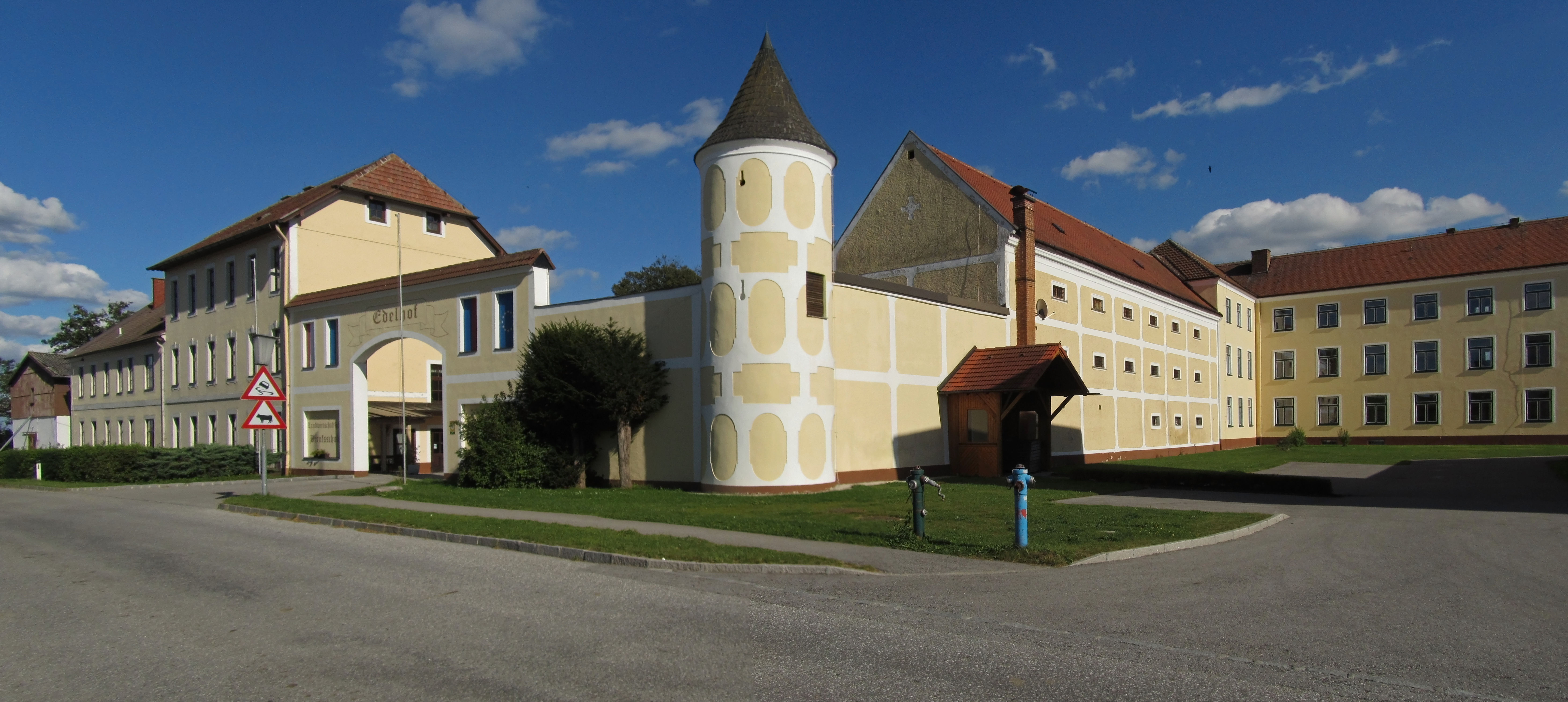
Edelhof

Der Gutshof Edelhof ist ein ehemaliger Wirtschaftshof des Stifts Zwettl. Die Anlage steht mit Ausnahme der Bauten aus den 1970er Jahren unter Denkmalschutz (Listeneintrag). Der Edelhof liegt in der gleichnamigen Katastralgemeinde südöstlich des Klosters und beherbergt heute eine Landwirtschaftliche Fachschule.

## Geschichte
In einer Urkunde des Jahres 1147 wird der Edelhof als „grangia vel curia in Erlech“ erwähnt. Ursprünglich wurde er von Mönchen bewirtschaftet und später an Untertanen des Stifts verpachtet. Nach einem Brand wurde er zwischen 1688 und 1690 wiederaufgebaut. Vor 1787 erfolge eine Umgestaltung zu einer Erholungsstätte für die Mitglieder des Zisterzienserklosters. 1787 verkaufte das Stift den Gutshof an Bauern, die ihn durch Kleinhäuser zu einer zeilenartigen Siedlungen erweiterten. Seit 1873 ist er im Besitz des Landes Niederösterreich. Im selben Jahr wurde dort eine Ackerbauschule (heute: Landwirtschaftliche Fachschule) eröffnet. Die ehemaligen Kleinhäuser wurden seitdem abgerissen und durch Schul- und Wirtschaftsgebäude ersetzt.

## Beschreibung
Der groß angelegte, mehrfach umgebaute Komplex ist von einer niedrigen Gartenmauer mit drei Ecktürmen umgeben, die ursprünglich eine Wehrfunktion hatten. Das gegen Ende des 17. Jahrhunderts errichtete Gartenportal an der Südseite hat seitliche Pfeiler mit Pyramidendächern und bekrönenden Pinienzapfen.
Der langgestreckte, zweigeschoßige Südtrakt wurde um 1690 erbaut und um 1787 erweitert. Im Westen vorspringend liegt eine 1690 den Hll. Nikolaus, Antonius und Josef geweihte Kapelle, deren Fassade durch Flachputzdekor in Kassettenformen gegliedert ist. Der rechteckige Innenraum der Kapelle hat einen geraden Schluss und vierjochige Kreuzgratgewölbe über querovalen Pfeilern. Die restlichen Räume des Südtrakts sind flachgedeckt. Der L-förmig anschließende Westtrakt, der im Kern ebenfalls von 1690 stammt, wurde 1929 teilweise zu einem dreigeschoßigen Internatsgebäude umgebaut. An den Westtrakt schließt wiederum ein ehemaliger Schüttkasten aus derselben Bauzeit an, der 1968 restauriert wurde. Dieser ist dreistöckig und hat in den beiden Obergeschoßen querrechteckige Speicherfenster. Seine Fassade ist durch überkreuzte Putzbänder gegliedert.
In der nordwestlichen Ecke der Anlage erhebt sich ein Rundturm aus der Zeit um 1690 mit Kegeldach und Flachputzdekor. Diesem vorgelagert sind die ehemaligen Stallungen mit breiten Rundbogenöffnungen zum Hof. Schulgebäude und Lehrerwohnhaus sind im Westen an den Südtrakt angebaut. Dieser L-förmige und dreigeschoßige Bau wurde 1949–1950 errichtet. Das Internatsgebäude in der Nordwestecke der Gartenanlage ist ein freistehender, fünfgeschoßiger Zentralbau. Einem oktogonalen Erdgeschoß sind vier Obergeschoße über einem kleineren, ebenfalls achteckigen Grundriss aufgesetzt.